# Monique Daniche
Monique Daniche, född 1736, död 1800, var en fransk konstnär. 
Hon är främst känd för sina porträtt i olja.
Hon är representerad på Nationalmuseum i Stockholm. 